# Cape Breton Highlanders
Cape Breton Highlanders es un equipo de baloncesto canadiense que juega en la NBL Canadá, la primera competición profesional de su país. Tiene su sede en la ciudad de Sydney, Nueva Escocia, y disputa sus partidos como local en el Centre 200, con capacidad para 5.000 espectadores.

## Historia
En junio de 2015 se anunció que Tyrone Levingston, el hijo del propietario de los Halifax Rainmen Andre Levingston, estaba intentando hacer un equipo de baloncesto en Sydney, Nueva Escocia,  en la Isla del Cabo Bretón. Se puso en contacto con el empresario local Parker Rudderham y otros más para compartir la propiedad de la franquicia. El equipo tuvo sus expectativas de dispurar lus partidos como local en el Centre 200, y esperaban poder arrancar en la temporada 2015-16.
En septiembre de 2015 el equipo fue admitido por la NBL Canadá, y se confirmó que el pabellón sería en Centre 200. El Comisionado Dave Magley esperaba que la expansión de la liga en Sídney tuviera ramificaciones financieras positivas. Sin embargo, el equipo fue puesto en suspenso para la temporada 2015-16, porque no pudieron "obtener toda la financiación y otros detalles para la puesta en marcha".
El 24 de noviembre de 2015 se anunció que el nombre del equipo, elegido por votación popular, sería el de Cape Breton Highlanders, por un lado como homenaje al cuerpo militar del mismo nombre y por la orografía de la zona. Finalmente el equipo se puso en marcha en la temporada 2016-17.